# Herstellingsteken
Een herstellingsteken (notatie: ) wordt in muzieknotatie gebruikt om een eerdere verhoging of verlaging van een noot met een kruis of mol te herstellen tot de stamtoon. Hetzelfde geldt voor herstelde noten in toonsoorten met voortekens. Het teken is afgeleid van de letter b net zoals het teken voor mol. Het molteken komt namelijk van de ronde b en het herstellingsteken is afgeleid van de "vierkante" b die er eerder als een h uitziet (vandaar ook de H in de Duitse muzieknootbenaming).
Een herstellingsteken telt net zoals andere wijzigingstekens voor de rest van de maat.
Als de voortekening voor een noot verandert, bijvoorbeeld van de toon gis naar de toon ges, wordt eenvoudigweg in de plaats van het kruis voor de g een mol geplaatst zonder dat eerst met een herstellingsteken de verhoging tot gis met het kruis ongedaan wordt gemaakt. 

## Voorbeelden
De toon c" is door een kruis verhoogd tot cis" en vervolgens door het herstellingsteken weer tot de stamtoon c" teruggebracht.
De toon d" is door een mol verlaagd tot des" en vervolgens door het herstellingsteken weer tot de stamtoon d" teruggebracht.
Het herstellingsteken heft ook dubbele verhogingen en verlagingen op.
De toon g' is door een dubbelkruis verhoogd tot gisis' en vervolgens door het herstellingsteken weer tot de stamtoon g' teruggebracht.
De toon a' is door een dubbelmol verlaagd tot ases' en vervolgens door het herstellingsteken weer tot de stamtoon a' teruggebracht.
Ook een vaste voortekening kan door een herstellingsteken opgeheven worden. Op de plaats van elk kruis of elke mol die opgeheven moet worden, wordt dan een herstellingsteken geplaatst en daarna een dubbele maatstreep, eventueel gevolgd door de nieuwe vaste voortekening.
Om de toonsoort Es groot (drie mollen) te wijzigen in E groot (vier kruizen) wordt elke verlaging hersteld en na de dubbele maatstreep de nieuwe voortekening geschreven.